# Херцог на Корнуол
Херцог на Корнуол (на английски: Duke of Cornwall) е британска благородническа титла по названието на херцогство Корнуол. Титлата се връчва от британския монарх като правило на най-големия син, наследник на престола.
Херцогът на Корнуол е първи по ранг пер на кралството и единствен сред английските херцози, притежаващ истинско херцогство (duchy) – херцогство Корнуол. Макар в днешна Великобритания да съществува формално още едно херцогство Ланкастър (Duchy of Lancaster), от 1413 година, т.е. от времето на крал Хенри V, херцогство Ланкастър е собственост на монарха и източник на негов личен доход. След смъртта на Елизабет II титлата херцог на Корнуол се носи от принц Уилям. Неговата съпруга Катрин става херцогиня на Корнуол.
По времето на древна Британия владетелите на област Корнуол се наричали херцози на Корнуол.
| Картинка              | Име                                                     | Роден                                                                                     | Наследник на | Връзка с предшествениците си | Династия                     | Станал херцог на Корнуол | Престанал да бъде херцог на Корнуол | Смърт                                       |
| --------------------- | ------------------------------------------------------- | ----------------------------------------------------------------------------------------- | ------------ | --- | ---------------------------- | ------------------------ | ----------------------------------- | ------------------------------------------- |
|                       | Едуард от Уудсток, Черния принц                         | 15 юни 1330, Уудсток                                                                      | Едуард III   | Син на Едуард III и Филипа дьо Ено | Плантагенет                  | 1337                     | 1376                                | 8 юни 1376, Уестминстър                     |
|                       | Ричард                                                  | 6 януари 1367, Бордо                                                                      | Едуард III   | Син на Едуард, Черния принц и Джоан Кентска. Внук на Едуард III | Плантагенет                  | 1376                     | 1377                                | 14 февруари 1400, Замък Понтефракт          |
|                       | Хенри                                                   | 16 септември 1386, Уелс                                                                   | Хенри IV     | Син Мери Боън и Хенри IV, който е братовчед на Ричард II | Ланкастър                    | 1399                     | 1413                                | 31 август 1422, Замък Венсен                |
|                       | Хенри                                                   | 6 декември 1421, Уиндзорски замък                                                         | Хенри V      | Син на Хенри V и Катрин дьо Валоа | Ланкастър                    | 1421                     | 1422                                | 21 май 1471, Лондонската кула               |
|                       | Едуард                                                  | 13 октомври 1453, Уестминстър                                                             | Хенри VI     | Син на Хенри VI и Маргарет д'Анжу | Ланкастър                    | 1454                     | 1471                                | 4 май 1471, Тюксбъри                        |
|                       | Едуард                                                  | 4 ноември 1470, Уестминстър                                                               | Едуард IV    | Четвърти братовчед на Едуард Ланкастърски. Син на Едуард IV и Елизабет Уудвил | Йорк                         | 1470                     | 1483                                | 1483 (?), Лондонската кула (?)              |
|                       | Едуард                                                  | декември 1474, Мидълхем                                                                   | Ричард III   | Син на Ричард III и Ан Невил. Братовчед на Едуард V | Йорк                         | 26 юни 1483              | 9 април 1484                        | 9 април 1484, Мидълхем                      |
|                       | Артър Тюдор                                             | 19 септември 1486, Уинчестър                                                              | Хенри VII    | Пети братовчед на Едуард Мидълхам по линия на баща си – Хенри VII. Майка му – Елизабет Йоркска е първа братовчедка на същия човек.                                                                                 | Тюдор                        | 1486                     | 1502                                | 2 април 1502, Шропшър                       |
|                       | Хенри                                                   | 28 юни 1491, Гринуич                                                                      | Хенри VII    | Бтат на Артър. Син на Хенри VII и Елизабет Йоркска | Тюдор                        | 1502                     | 1509                                | 28 януари 1547, Уайтхол                     |
|                       | Хенри                                                   | 1 януари 1511, Замък Ричмънд, Сърей                                                       | Хенри VIII   | Син на Хенри VIII и Катерина Арагонска от Испания | Тюдор                        | 1 януари 1511            | 22 февруари 1511                    | 23 февруари 1511, Ричмънд, Сърей            |
|                       | Едуард                                                  | 12 октомври 1537, Замъкът Хамптън Корт                                                    | Хенри VIII   | Полубрат на Хенри. Син на Хенри VIII и Джейн Сиймур | Тюдор                        | 1537                     | 1547                                | 6 юли 1553, Замъкът Гринуич                 |
|                       | Хенри                                                   | 19 февруари 1594, Замък Стърлинг                                                          | Джеймс I     | Неговите баба и дядо по линия на баща му – Джеймс Шотландски са братовчеди на Едуард VI, а по линия на майка му – Анна Датска са датски монарси                                                                    | Стюарт                       | 1603                     | 1612                                | 6 ноември 1612, Дворец Сейнт Джеймс         |
|                       | Чарлз                                                   | 19 ноември 1600, Замък Дънфермлайн                                                        | Джеймс I     | Брат на Хенри Фредерик. Син на Джеймс I Английски и VI Шотландски и Анна Датска | Стюарт                       | 1612                     | 1625                                | 30 януари 1649, Дворец Уайтхол              |
|                       | Чарлз                                                   | 29 май 1630, Дворец Сейнт Джеймс                                                          | Чарлз I      | Син на Чарлз I и Хенриета-Мария Бурбон-Френска. Изгонен от Англия от лорд-протекторите, но после се връща на Британия                                                                                              | Стюарт                       | 1630                     | 1649                                | 6 февруари 1685, Дворец Уайтхол             |
|                       | Джеймс Франсис Едуард Стюарт                            | 10 юни 1688, Дворец Сейнт Джеймс                                                          | Джеймс II    | Племенник на Чарлз II. Син на брат му – насилствено абдикиралия Джеймс II, който загубил правото си да бъде крал (както и всичките му потомци), чрез Славната революция (непризната от якобитите) и Мария Моденска | Стюарт                       | 1688                     | 1688                                | 1 януари 1766, Палацо мути                  |
|                       | Георг Август фон Хановер                                | 30 октомври 1683, Дворец Харенхаузен, Хановер                                             | Джордж I     | Син на София Доротеа от Сел и Джордж I Брауншвайг-Люнебургски, втория братовчед на Джеймс Стюарт | Хановер                      | 1715                     | 1727                                | 25 октомври 1760, Дворец Кенсингтън, Лондон |
|                       | Фредерик                                                | 1 февруари 1707, Хановер, Долна Саксония                                                  | Джордж II    | Син на Джордж II от Хановер и Каролина фон Бранденбург-Ансбах | Хановер                      | 1727                     | 1751                                | 20 март 1751, Дворец Сейнт Джеймс, Лондон   |
|                       | Джордж Огъстъс Фредерик                                 | 12 август 1762, Лондон, Великобритания                                                    | Джордж III   | Внук на Фридрих Лудвиг Хановерски. Син на сина му Джордж III и Шарлот | Хановер                      | 1762                     | 1820                                | 26 юни 1830, Уиндзор, Великобритания        |
|                       | Алберт Едуард                                           | 9 ноември 1841, Бъкингамски дворец, Лондон                                                | Виктория     | Праплеменник на Джордж IV. Син на неговата племенница Кралица Виктория и принц Алберт фон Сакс-Кобург-Гота | Сакс-Кобург и Гота           | 1841                     | 1901                                | 6 май 1910, Бъкингамски дворец, Лондон      |
|                       | Едуард Албърт Кристиан Джордж Андрю Патрик Дейвид Уетин | 23 юни 1894, Ричмънд, Англия                                                              | Джордж V     | Син на Джордж V и Мери Тек | Уиндзор (Сакс-Кобург и Гота) | 1910                     | 1936                                | 28 май 1972, Париж, Франция                 |
|                       | Чарлз Филип Артър Джордж Маунтбатън-Уиндзор             | 14 ноември 1948, Бъкингамски дворец, Обединено кралство Великобритания и Северна Ирландия | Елизабет II  | Син на Елизабет II и принц Филип, херцог на Единбург | Уиндзор                      | 6 февруари 1952          | 8 септември 2022                    | (още е жив)                                 |
| Уилям (принц на Уелс) | Уилям Артър Филип Луи Маунтбатън-Уиндзор                | 21 юни 1982, Лондон, Обединено кралство Великобритания и Северна Ирландия                 | Чарлз III    | Син на Чарлз III и принцеса Даяна | Уиндзор                      | 8 септември 2022         | (действащ)                          | (още е жив)                                 |

|}